# Phyllis Povah
Phyllis Povah, née le 21 juillet 1893 à Détroit (Michigan) et morte le 7 août 1975 à Port Washington (État de New York), est une actrice américaine.

## Biographie

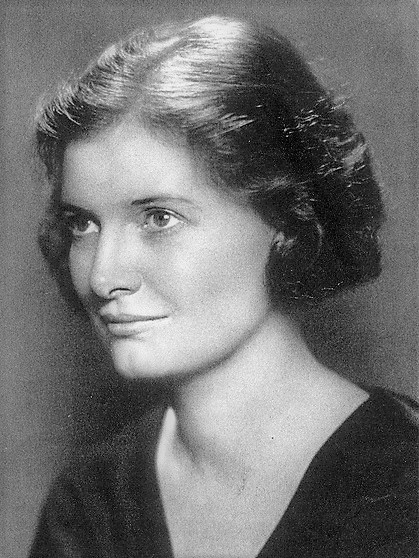
En 1929

Active principalement au théâtre, Phyllis Povah interprète notamment des pièces à Broadway (New York), depuis Mr. Pim Passes By d'Alan Alexander Milne (1921, avec Laura Hope Crews et Erskine Sanford) jusqu'à Anniversary Waltz de Jerome Chodorov et Joseph Fields (1954-1955, avec Kitty Carlisle et Macdonald Carey).
Entretemps, citons Femmes (en) de Clare Boothe Luce (1936-1938, avec Margalo Gillmore et Ilka Chase) et Dear Ruth (en) de Norman Krasna (1944-1945, avec Virginia Gilmore et John Dall).
Au cinéma, elle contribue à seulement cinq films américains, le premier étant Femmes de George Cukor (adaptation de la pièce éponyme précitée, 1939, avec Norma Shearer et Joan Crawford, elle-même reprenant son rôle créé à Broadway). Après un deuxième film de 1943, elle retrouve George Cukor sur deux autres films sortis en 1952, Je retourne chez maman (avec Judy Holliday et Aldo Ray) et Mademoiselle Gagne-Tout (avec Katharine Hepburn et Spencer Tracy).
Son dernier film est Joyeux anniversaire de David Miller (adaptation de la pièce Anniversary Waltz précitée, 1959, avec David Niven et Mitzi Gaynor), où elle reprend là encore son rôle créé à Broadway ; elle se retire définitivement après cet ultime tournage.
Phyllis Povah apparaît aussi à la télévision américaine dans cinq séries (trois d'origine théâtrale) entre 1949 et 1956, dont Suspense (un épisode, 1951, avec Russell Collins).
Elle meurt d'une crise cardiaque en 1975, à 82 ans.

## Théâtre à Broadway (intégrale)
- 1921 : Mr. Pim Passes By d'Alan Alexander Milne : Dinah
- 1922 : Hospitality de Leon Cunninghan : Muriel Humphrey
- 1923 : Icebound d'Owen Davis : Jane Crosby
- 1923 : Windows de John Galsworthy : Faith Bly
- 1924-1925 : Minick d'Edna Ferber et George S. Kaufman : Nettie Minick
- 1924 : Paolo and Francesca de Stephen Phillips : Francesca
- 1925 : A Tale of the Wolf de Ferenc Molnár, mise en scène de Frank Reicher : Vilma
- 1926 : The Virgin d'Arthur Corning White et Louis Bennison : Ruth Whipple
- 1927 : Blood Money de George Middleton : Julia Jones
- 1928 : Marriage on Approval de Michael Kallesser : Marie Tobin
- 1929 : Vermont d'A. E. Thomas : Ann Carter
- 1930 : Hotel Universe de Philip Barry : Hoep Ames
- 1934 : Re-Echo d'I. J. Golden : Grace Manning
- 1936 : Co-respondent Unknown de Mildred Harris et Harold Goldman, mise en scène de Kenneth MacKenna, décors de Jo Mielziner : Claire Hammond
- 1936-1938 : Femmes (en) (The Women) de Clare Boothe Luce, mise en scène de Robert B. Sinclair, décors de Jo Mielziner : Edith Phelps Potter (rôle repris au cinéma)
- 1939 : Dear Octopus de Dodie Smith : Margery Harvey
- 1941-1942 : The Land Is Bright d'Edna Ferber et George S. Kaufman, mise en scène de George S. Kaufman, décors et lumières de Jo Mielziner, costumes d'Irene Sharaff : Ellen Kincaid
- 1942 : Broken Journey d'Andrew Rosenthal : Belle Newell
- 1943 : The Naked Genius de Gypsy Rose Lee, mise en scène de George S. Kaufman : Pansy
- 1944-1946 : Dear Ruth (en) de Norman Krasna, mise en scène de Moss Hart : Edith Wilkins
- 1948-1949 : Light Up the Sky de (et mise en scène par) Moss Hart : Stella Livingston
- 1953 : Gently Does It de Janet Green, mise en scène de Bretaigne Windust : Monica Bare
- 1954-1955 : Anniversary Waltz de Jerome Chodorov et Joseph Fields, mise en scène de Moss Hart : Lillian « Lilly » Gans (rôle repris au cinéma)

## Filmographie complète

### Cinéma
- 1939 : Femmes (The Women) de George Cukor : Edith Phelps Potter
- 1943 : Let's Face It (en) de Sidney Lanfield : Nancy Collister
- 1952 : Je retourne chez maman (The Marrying Kind) de George Cukor : Mme Derringer
- 1952 : Mademoiselle Gagne-Tout (Pat and Mike) de George Cukor : Mme Beminger
- 1959 : Joyeux anniversaire (Happy Anniversary) de David Miller : Lillian « Lilly » Gans

### Télévision
(séries)
- 1949 : The Ford Theatre Hour (en), saison 1, épisode 9 Light Up the Sky de Marc Daniels : Stella Livingston
- 1950 : Pulitzer Prize Playhouse (en), saison 1, épisode 8 The End Game d'Alex Segal
- 1951 : Suspense, saison 3, épisode 30 Telephone Call de Robert Stevens
- 1951 : Big Town (en), saison 1, épisode 37 The First Robin
- 1956 : Armstrong Circle Theatre, saison 6, épisode 12 Man in the Shadow : Mme Foster